# Rugofrontia micans
Rugofrontia micans är en fjärilsart som beskrevs av Köhler 1947. Rugofrontia micans ingår i släktet Rugofrontia och familjen nattflyn. Inga underarter finns listade.